# József Mindszenty
József Mindszenty, född 29 mars 1892 i Csehimindszent, provinsen Vas, Ungern (dåvarande Österrike-Ungern), död 6 maj 1975 i Wien, Österrike, var en ungersk kardinal inom Romersk-katolska kyrkan och primas av Ungern 1945–1974. 
Den 12 februari 2019 utnämnde påve Franciskus József Mindszenty till vördnadsvärd.

## Biografi
Mindszenty dömdes till livstids fängelse i en rättegång 1949, bland annat till följd av sina predikningar om den "marxistiska ondskan" och motstånd mot kommunisternas sekularisering av det ungerska samhället. Mindszenty blev torterad och påtvingad "bekännelser" om spioneri. Den 31 oktober 1956 blev han befriad av revolutionära styrkor under Ungernrevolten. När sovjetstyrkorna gick till attack den 4 november samma år fick han söka skydd på den amerikanska beskickningen i Budapest där han stannade ända till 1971, då Richard Nixon tvingade honom att lämna ambassaden.
Kommunistledaren János Kádár var villig att låta honom gå fri, men Mindszenty litade inte på löftet. Efter 1971 bodde han en kort tid i Rom och flyttade därefter till Wien där han stannade till sin död och fortsatte sin kamp mot Folkrepubliken Ungerns regering och mot påvestolen, som inlett diplomatiska förbindelser med kommunistiska regeringar.